# Aleksandar Aleksandrov (football, 1986)
Pour les articles homonymes, voir Aleksandar Aleksandrov et Aleksandrov.
Aleksandar Dragomirov Aleksandrov (bulgare : Александър Александров), né le 13 avril 1986 à Shumen, est un footballeur international bulgare qui évolue au poste de défenseur.

## Carrière en club
Le premier club d'Aleksandrov est le Volov Shumen. En juin 2003, alors qu'il est âgé de 17 ans, Aleksandrov signe avec le Chernomorets Burgas et fait ses débuts avec l'équipe première. Lors de l'été de 2005, en raison de la grande crise financière du club, il est libéré et plusieurs semaines plus tard, il accepte l'offre du Tcherno More Varna.

### Tcherno More Varna
Aleksandrov dispute son premier match de championnat avec le Tcherno More Varna, le 17 septembre 2005, apparaissant en tant que remplaçant contre le Belassitza Petritch. Le 29 avril 2006, il marque son premier but qui donne la victoire (1-0) à son équipe face au Pirin Blagoevgrad. Lors de sa première saison avec le Tcherno More Varna, il fait 21 apparitions dans le championnat de Bulgarie.
Il marque son deuxième but contre le Chernomorets Bourgas, le 20 octobre 2007. Il s'agit de son premier but à domicile.
Le 1er novembre 2008, Aleksandrov marque le deuxième but du Tcherno More Varna, lors d'une victoire 3-0 contre l'OFC Sliven 2000. Le 29 novembre, il marque son deuxième but de la saison 2008-09 lors d'un 4-0 à domicile contre le PFC Minyor Pernik.

### Ludogorets Razgrad
En janvier 2014, Aleksandrov signe avec le champion de Bulgarie, le Ludogorets Razgrad. Il fait sa première apparition avec son nouveau club en championnat de bulgarie, le 30 mars 2014.

### De retour au Tcherno More Varna
Le 18 juin 2017, Aleksandrov s'engage en faveur du Tcherno More Varna. Le 14 décembre 2017, son contrat est résilié par consentement mutuel.

## Carrière internationale
Entre 2006 et 2008, Aleksandrov joue avec l'équipe de Bulgarie des moins de 21 ans.
En mars 2008, l'entraîneur de l'équipe nationale bulgare, Plamen Markov, appelle Aleksandar dans l'équipe de Bulgarie pour un match amical contre la Finlande. Il fait finalement ses débuts avec le nouveau sélectionneur, Lyuboslav Penev, le 30 mai 2013, lors d'un match amical contre le Japon. 
Il participe avec la Bulgarie aux éliminatoires de l'Euro 2016 (six matchs joués), puis aux éliminatoires du mondial 2018 (trois matchs joués).

## Palmarès
Ludogorets
- Champion de Bulgarie en 2014 et 2015
- Vainqueur de la Coupe De Bulgarie en 2014
- Vainqueur de la Supercoupe de Bulgarie en 2014